# Marco Matrone
Marco Matrone (2 de julho de 1987) é um futebolista profissional finlandês.